# ハッピー・サッド
「ハッピー・サッド」（happy sad）は、1994年4月21日に発売されたピチカート・ファイヴ通算6枚目のシングル。

## 解説
テレビ朝日系『タブロイドTV』オープニング・テーマ（1994年4月〜7月）。
映画『アンジップト』挿入歌（日本未公開）。
CDシングルとアナログ7インチシングルの2形態で発売。
CDは“the invictus mix”アナログ盤は“the hotwax mix”とミックス表記が異なる。
1995年、前述映画の主題歌CD『UNZIPPED ep』が米国・マタドールレコード(Matador Records)より発売(OLE-167/2)。2コーラス目がカットされ、またヴォーカルの一部を英語に差し替えた“single edit”として収録された。
制作当初「あなたとふたりなら～」のサビとなる部分は存在していなかったが、サビ（「真夜中のターンテーブル～」の箇所）が弱いとクレームを付けられたため新たに該当箇所のサビを加えて録り直したという。

## 収録曲
CD (CODA-406)
1. ハッピー・サッド happy sad  (the invictus mix)
  - 詞／曲：小西康陽
テレビ朝日系『タブロイドTV』オープニング・テーマ
2. "face B"
  - 詞／曲：小西康陽
3. ハッピー・サッド happy sad  (instrumental)
  - 曲：小西康陽

アナログ盤 (COKA-2)
1. ハッピー・サッド happy sad (the hotwax mix)
  - 詞／曲：小西康陽
2. "face B"
  - 詞／曲：小西康陽

## 収録アルバム
- アルバム『オーヴァードーズ』（1994年10月1日）- ※クレジットには明記されていないが、イントロ前と曲中にナレーションが入る、シングルと異なるヴァージョン。
- ベスト・アルバム『ピチカート・ファイヴTYO〜Big Hits and Jet Lags 1991-1995』（1995年3月1日）- recorded live with Cornelius Rock'n'Roll Orchestral Circus
- ベスト・アルバム『ピチカート・ファイヴJPN〜Big Hits and Jet Lags 1994-1997』（1997年12月10日）
- ベスト・アルバム『シングルス』（2001年6月21日）
- ベスト・アルバム『ピチカート・ファイヴ・ウィ・ラヴ・ユー』（2006年3月31日）

## カヴァー
- ロマン・アンドレン - アルバム『Lovin' You』（2011年）に収録。